# 드라이브인

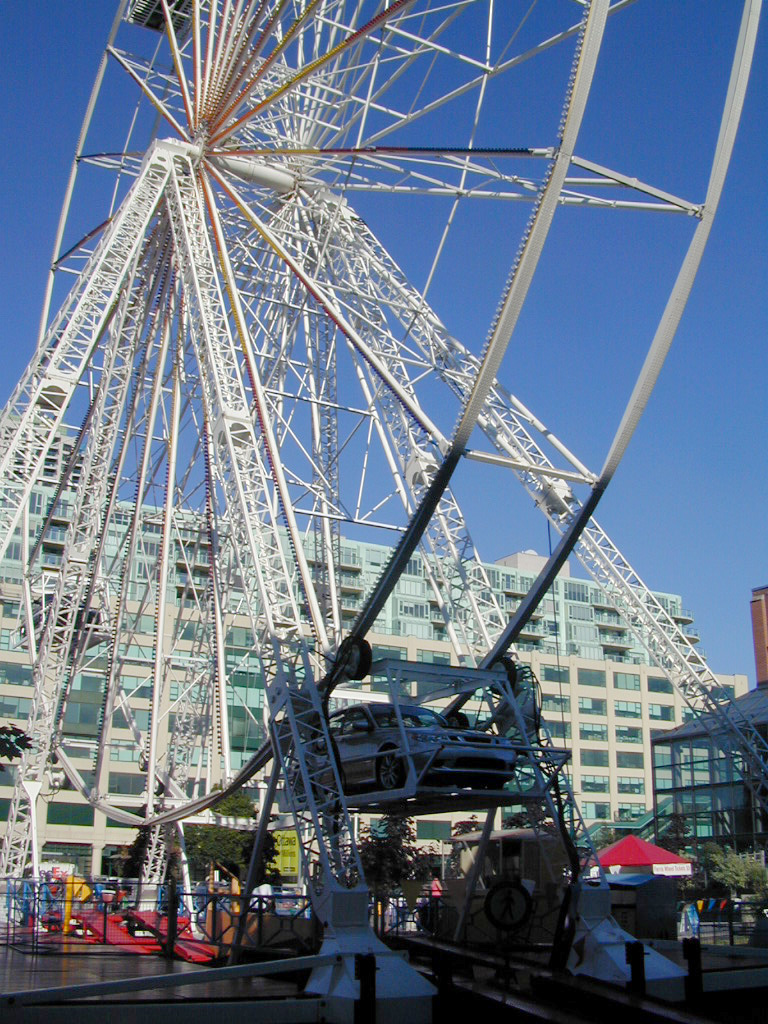
드라이브인 대관람차

드라이브인(영어: drive-in)은 자동차에 승차한 채로 이용할 수 있는 상업 시설이다.
드라이브인은 서비스를 위해 자동차로 운전할 수 있는 시설(음식점, 영화관 등)이다. 예를 들어, 드라이브인 레스토랑에서 고객은 차량을 주차하고 주문을 받고 음식을 가지고 돌아오기 위해 걸어가거나 롤러스케이트를 타는 직원이 서비스를 제공하여 식사하는 동안 주차된 상태를 유지하도록 권장한다. 자동차 극장에는 영화 관람객을 위한 대형 스크린과 주차 공간이 있다.
일반적으로 창가 높이에 설치된 마이크에 운전자가 줄을 서서 주문을 한 다음 창가로 차를 몰고 가서 돈을 지불하고 음식을 받는 드라이브 스루와 구별된다. 그런 다음 운전자는 식사를 다른 곳에서 먹는다. 그러나 특히 성수기에는 고객이 지정된 주차 공간에 주차하고 차까지 걸어가는 직원이 음식을 직접 제공할 때까지 기다려야 할 수 있으므로 두 서비스 유형 간의 관계가 인식된다. 독일어권 세계에서는 이제 이러한 종류의 서비스에 대해 "드라이브 스루"라는 용어가 자주 사용된다. 일본에서는 이 용어가 휴게소를 의미한다. 프랑스에서는 그런 서비스를 보여주는 미국 영화와 최근 패스트푸드점의 확장으로 이 용어가 유행하게 되었다.
최초의 드라이브인 레스토랑은 1921년 텍사스 달라스에 문을 연 커비스 피그 스탠드(Kirby's Pig Stand)였다. 북아메리카에서는 1950년대와 1960년대 전성기 이후 모든 유형의 드라이브인 시설이 덜 인기를 얻었고 드라이브 스루는 1970년대와 1980년대부터 두각을 나타냈다.

## 같이 보기
- 드라이브스루
- 자동차 극장
- 사파리 공원